# بدوطر رقيق
بدوطر رفيع (الاسم العلمي:Bodotria angusta) هو نوع من المفصليات يتبع جنس البدوطر من الفصيلة البدوطرية.